# Transfobija
Transfobija pomeni negativen odnos, čustveni odpor ali dejanja do transspolnih oseb ali transspolnosti na splošno. Transfobija se lahko kaže kot strah, odpor, sovraštvo, nasilje ali jeza do ljudi, ki niso v skladu z družbenimi spolnimi vlogami.
Transfobija je vrsta predsodkov in diskriminacije, podobna rasizmu, seksizmu ali abilizmu in je tesno povezana s homofobijo. Temnopolti transspolni ljudje so pogosto žrtve vseh treh oblik diskriminacije hkrati. Nasploh lahko transspolne osebe sočasno doživljajo več različnih oblik diskriminacije. 
Otroci žrtve transfobije so tarča nadlegovanja, ustrahovanja in nasilja v šoli ter izkušajo rejništvo in socialne programe. Odrasle žrtve so tarče javnega zasmehovanja, nadlegovanja, vključno z napačnim pripisovanjem spola (ang. misgendering), neupoštevanjem imena osebe, žaljivimi izrazi in gestami, nasilnimi grožnjami, škodi materialni lastnini in neutemeljenimi aretacijami. Mnogi se v javnosti počutijo ogrožene. Velik odstotek transspolnih oseb poroča, da so bili žrtve spolnega nasilja. Nekaterim je odrečena pravica do zdravstvenega varstva ali pa trpijo zaradi diskriminacije na delovnem mestu, vključno z odpovedjo zaradi spolne identitete. Mnogi se počutijo oblegane s strani konservativnih političnih ali verskih skupin, ki nasprotujejo zakonom, ki naj bi transspolne osebe varovali. Transfobna diskriminacija se pojavlja tudi znotraj feminističnih ali LGBT+ gibanj.
Poleg povečanega tveganja za nasilje in druge nevarnosti, lahko stres, ki ga ustvarja transfobija, povzroči negativne čustvene posledice, ki večajo tveganja za potencialno zlorabo drog, pobeg od doma (pri mladoletnikih) in višjo stopnjo samomorilnosti.
V večjem delu zahodnega sveta se od devetdesetih let prejšnjega stoletja postopoma uvajajo politike, ki se borijo proti diskriminaciji in podpirajo enake možnosti na vseh področjih življenja. Ta trend se oblikuje tudi v nekaterih državah v razvoju. Poleg tega se po svetu širijo kampanje za izboljšanje položaja pripadnikov LGBT+ skupnosti in družbenega sprejemanja nenormativnih spolnih identitet. Tak primer je kampanja Združenih narodov "Stop stigmatizaciji“. Kljub temu pa je transfobno nasilje od leta 2021 v porastu, kar kaže tudi povečanje števila diskriminatornih zakonov proti transspolnim osebam, sprejetih v številnih delih ZDA in drugih državah.

## Etimologija in uporaba
Beseda transfobija je klasična zloženka po vzoru besede homofobija. Prva komponenta je neoklasična predpona trans- (izvorno pomeni „čez, na drugi strani, onkraj“) iz "transspolnost", druga komponenta -fobija pa izhaja iz starogrškega φόβος (phóbos, "strah“). Skupaj z lezbofobijo, bifobijo in homofobijo je transfobija član družine izrazov, ki se uporabljajo, kadar sta nestrpnost in diskriminacija usmerjeni proti LGBT+ osebam.
Transfobija ni fobija, kot je opredeljena v klinični psihologiji (tj. anksiozna motnja). Njen pomen in uporaba sta bolj podobna npr. ksenofobiji. Samostalnik transfob označuje nekoga, ki izraža transfobno vedenje. Besedi transfobija (ang. "transphobia") in transfobičen (ang. "transphobic") sta bili leta 2013 dodani v Oxford English Dictionary.
Nekateri trdijo, da bi bil izraz transfobija ustreznejši s končnico -misia ("transmisia"), ki pomeni "sovraštvo“, saj gre pri transfobiji bolj za sovraštvo kot za strah pred transspolnimi osebami. 

## Izvor
Transfeministična teoretičarka, avtorica in biologinja Julia Serano trdi, da je izvor transfobije "opozicijski seksizem“, tj. tradicionalno družbeno prepričanje, da sta moški in ženski spol "togi, vzajemno izključujoči se kategoriji, od katerih ima vsaka edinstven in neprekrivajoč se niz lastnosti, sposobnosti, zmožnosti in želja“. Temu nasproti postavlja prepričanje, da so moški in moškost nadrejeni ženskam in ženskosti, skupaj z negotovostjo ljudi glede spola in spolnih norm, kar imenuje "tradicionalni seksizem“.
Drugi aktivisti za pravice transspolnih oseb trdijo, da je pomemben del opozicijskega seksističnega izvora transfobije in nasilja nad transspolnimi osebami povezan s trditvami o razliki med moško in žensko spolnostjo v možganskih zaščitnih mehanizmih pred storitvijo spolnih zločinov. Ti avtorji trdijo, da paradigma sprejemljivega spolnega vedenja, ki predpostavlja, da je moško spolno vzburjenje specifično za določeno kategorijo, ženski spolni nagon pa je nižji in bolj zavrt, vodi do prepričanj, da transspolne osebe v možganih nimajo nobenega varnostnega sistema in so zato spolni zločinci.
Transspolna avtorica in kritičarka Jody Norton meni, da je transfobija podaljšek homofobije in mizoginije. Trdi, da transfobni ljudje transspolne oseb sovražijo in se jih bojijo iz enakih razlogov, kot gejev in lezbijk, saj izzivajo in spodkopavajo spolne norme in spolni binarni sistem, in da še posebej "transspolna ženska spodbuja transfobijo s svojim implicitnim izzivanjem binarne delitve spolov, od katere je odvisna moška kulturna in politična hegemonija“.
Nekateri avtorji povezujejo izvor transfobije s kolonializmom in trdijo, da so se zgodovinske korenine transfobije pojavile med evropskim koloniziranjem Amerike, ko je bil nad osebami tretjega spola izvršen spolni genocid.